# Mariusz Gostyński
Mariusz Gostyński (ur. 15 stycznia 1978) – polski piłkarz, grający na pozycji obrońcy.
Prócz występów w niższych klasach rozgrywkowych, reprezentował barwy kilku klubów pierwszoligowych: Widzewa Łódź oraz KSZO Ostrowiec Świętokrzyski. W pierwszej lidze zadebiutował w rundzie wiosennej sezonu 2001/02 i grał w niej jeszcze tylko w następnym sezonie. Z III ligowym Turem Turek wywalczył awans do II ligi, by następnie przejść do III ligowego Chrobrego Głogów, z którego po rundzie jesiennej odszedł do Warty Sieradz. Obecnie jest graczem KKS Włókniarz 1925 Kalisz.